# Lindbergia spiliaenymphis
Lindbergia spiliaenymphis is een slakkensoort uit de familie van de Pristilomatidae. De wetenschappelijke naam van de soort is voor het eerst geldig gepubliceerd in 1959 door Riedel.